# Rama II.

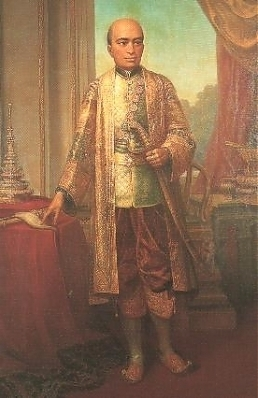
Porträt Ramas II. im Großen Palast

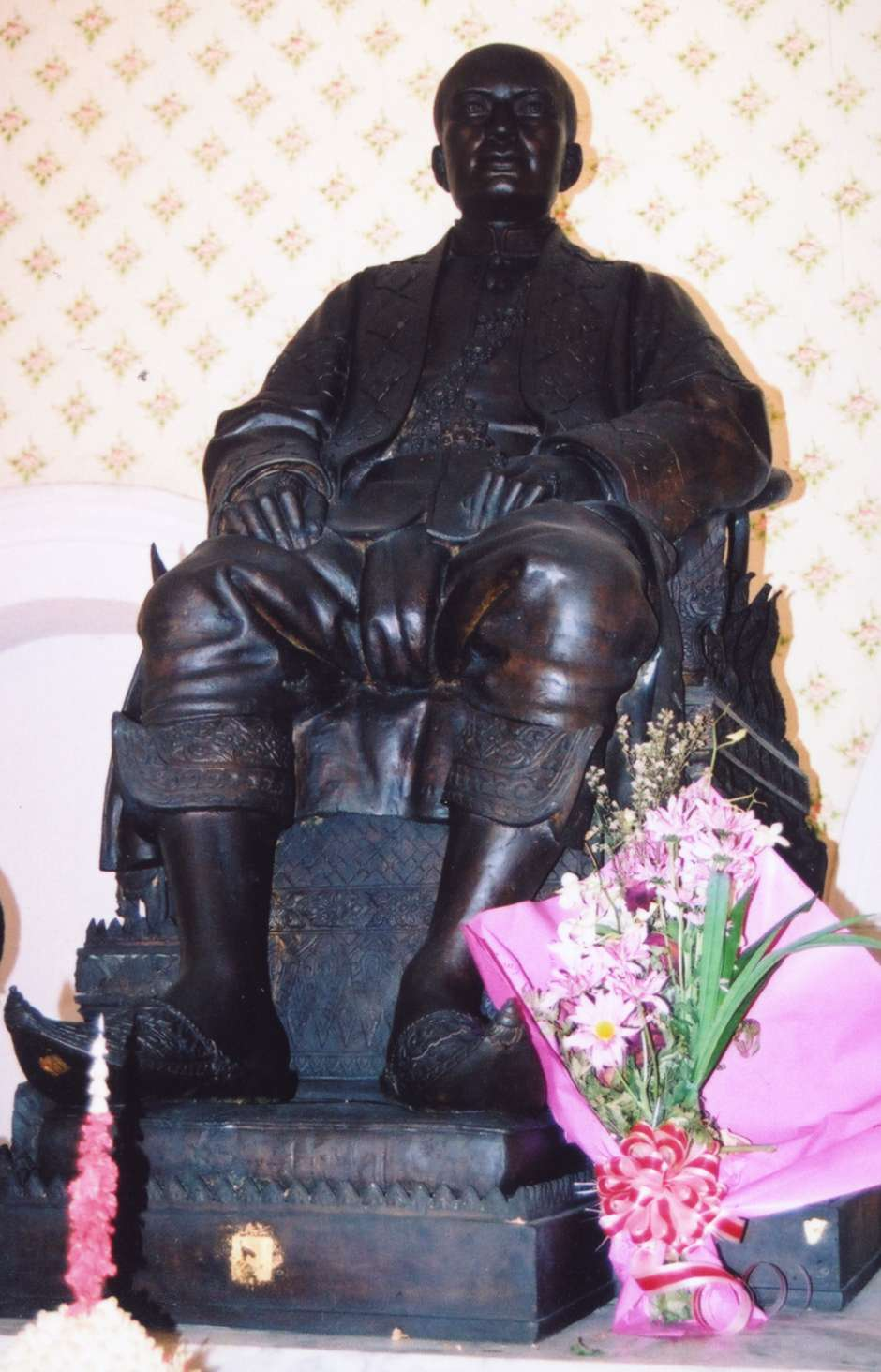
Statue im Tempel Phra Samut Chedi, Samut Prakan

Phra Phutthaloetla (Rama II.; vollständiger Name: Phrabat Somdet Phra Phutthaloetla Naphalai – thailändisch พระบาทสมเด็จพระพุทธเลิศหล้านภาลัย; * 24. Februar 1767 in Ratchaburi; † 21. Juli 1824 in Bangkok) war von 1809 bis 1824 König von Siam (Thailand).

## Leben und Wirken
Rama II. wurde unter dem Namen Chin in der Zeit der Belagerung Ayutthayas geboren, als sein Vater, der spätere Begründer der Chakri-Dynastie, als Offizier in Ratchaburi stationiert war. Seine Mutter war dessen Hauptfrau Nak, die spätere Königin Amarindra. Nachdem sein Vater 1782 König wurde, bekam Chin den Namen Prinz Itsarasunthon. Nach dem Tod des Vaters im Jahr 1809 folgte er ihm auf dem Thron. Seine Aufgaben sah Rama II. in der Festigung der Verwaltungsstrukturen des Landes und in der Förderung von Kultur (insbesondere Architektur, Literatur und Musik) sowie der Erneuerung der Religion. Auch die Wirtschaft förderte er, zum Beispiel indem er jeden Landbesitzer unter Androhung der Enteignung verpflichtete, sein Land zu kultivieren. Hierzu ließ er eine Landesvermessung durchführen, die ganz Siam erfasste.
Als gläubiger Buddhist erneuerte er die Festtage des Visaka Bucha, dem Geburts-, Erleuchtungs- und Sterbetag des Buddha. Rama II. war wie sein Vater Phra Phutthayotfa Chulalok (später: Rama I.) ein großer Freund der Literatur und übersetzte unter anderem die buddhistische Tripitaka aus dem Pali ins Thailändische. Er ließ den Wat Arun in Thonburi restaurieren und vergrößern, entwarf selbst das anmutige und lebensnahe Buddha-Abbild in der Ordinationshalle (Ubosot).
In Rama II. wirkte das Gefühl des großen Kulturverlustes nach der Zerstörung Ayutthayas fort. In der Zeit der Konsolidierung wollte man so viel wie möglich wieder aufbauen und dem Land Kunstwerke und Tradition zurückgeben.
Am 7. September 1809 ernannte er seinen Bruder Maha Senanurak zum Uparat („Vizekönig“). Dieser starb jedoch nach kurzer Krankheit 1817, ohne dass der König einen neuen Uparat einsetzte.
Rama II. war wie alle früheren Könige der Chakri-Dynastie sehr kinderreich: er hatte insgesamt 73 Kinder, 38 Jungen und 35 Mädchen, 51 von ihnen wurden vor seiner Thronbesteigung geboren. Keine seiner Töchter heiratete. Sein 61. Sohn, Prinz Pramoj war der Vorfahre von Seni Pramoj und von Kukrit Pramoj, die beide später Premierminister von Thailand wurden. Die Königinmutter Sirikit ist ein Nachkomme des 49. Sohns von Rama II., Prinz Nuam, der die Snidwongse-Familie begründete.
Nur wenige Tage nach der Ordination seines Sohnes Prinz Mongkut, dem späteren König Rama IV., zum Mönch im Wat Bowonniwet wurde Rama II. sehr krank. Er ließ sich zunächst mit traditioneller thailändischer Medizin behandeln, was aber zu keiner Besserung führte. Die zu spät hinzugezogenen Hofärzte konnten am 21. Juli 1824 nur noch seinen Tod feststellen. Sein ältester Sohn, Prinz Chetsadabodin, wurde wenig später als sein Nachfolger zum König Nang Klao (später Rama III.) gekrönt.